# Coca (province de Ségovie)
Pour les articles homonymes, voir Coca (homonymie).
Coca est une commune de la province de Ségovie dans la communauté autonome de Castille-et-León en Espagne.
C'est sur la commune de Coca qu'on trouve un imposant château mudejar datant de la fin du XVe siècle.
Elle est le lieu de naissance probable de l'empereur romain Théodose Ier.

## Sites et patrimoine
- Château de Coca

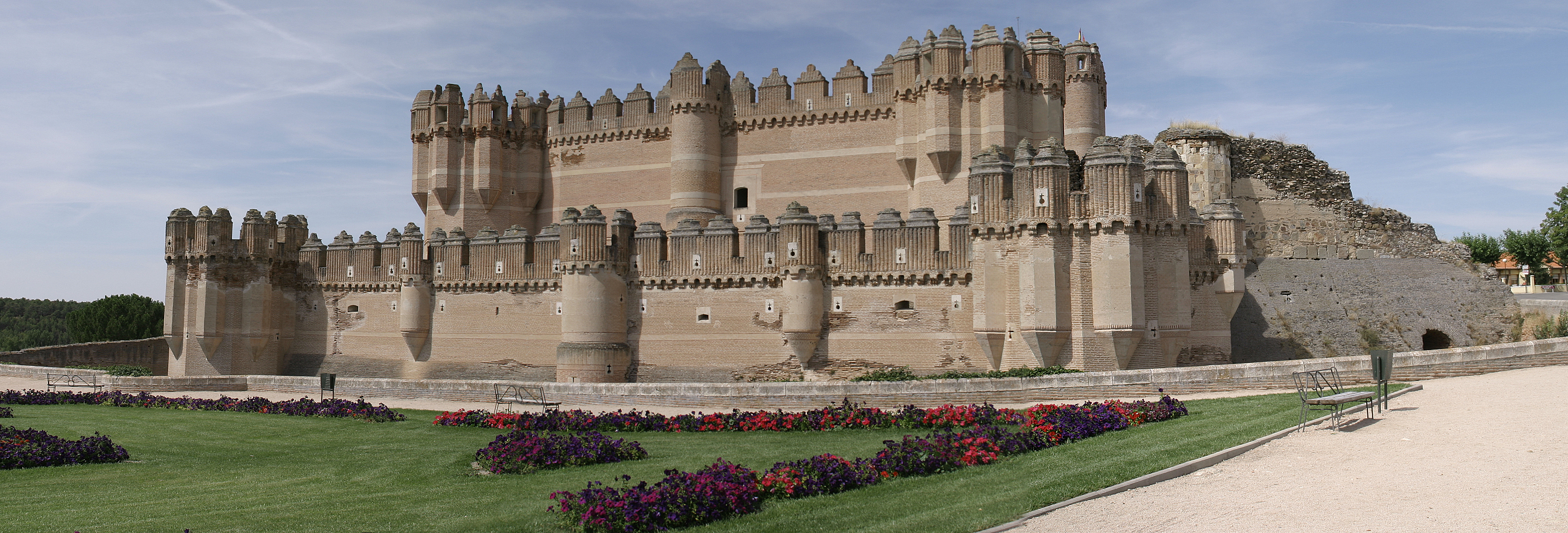
Vue panoramique du château.

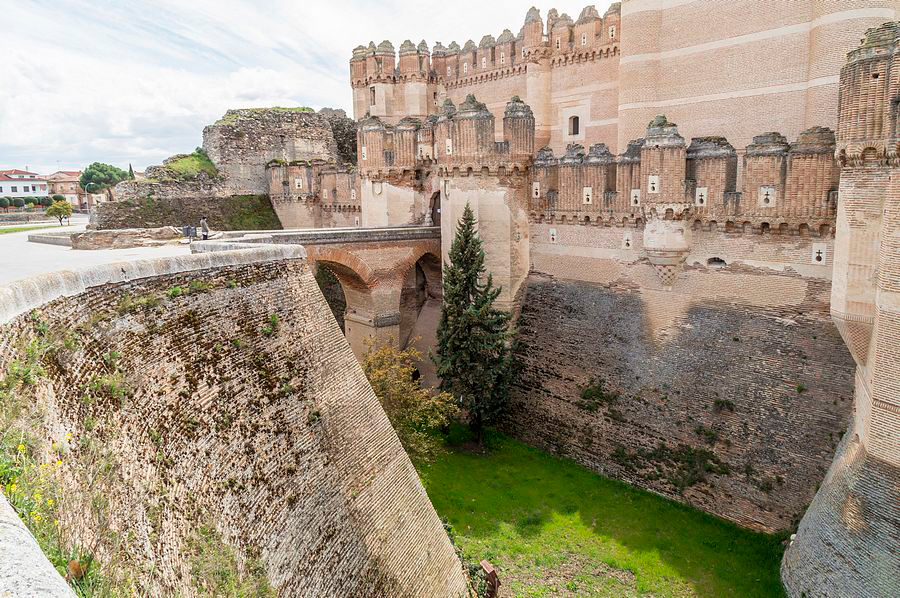
Les fosses du château.
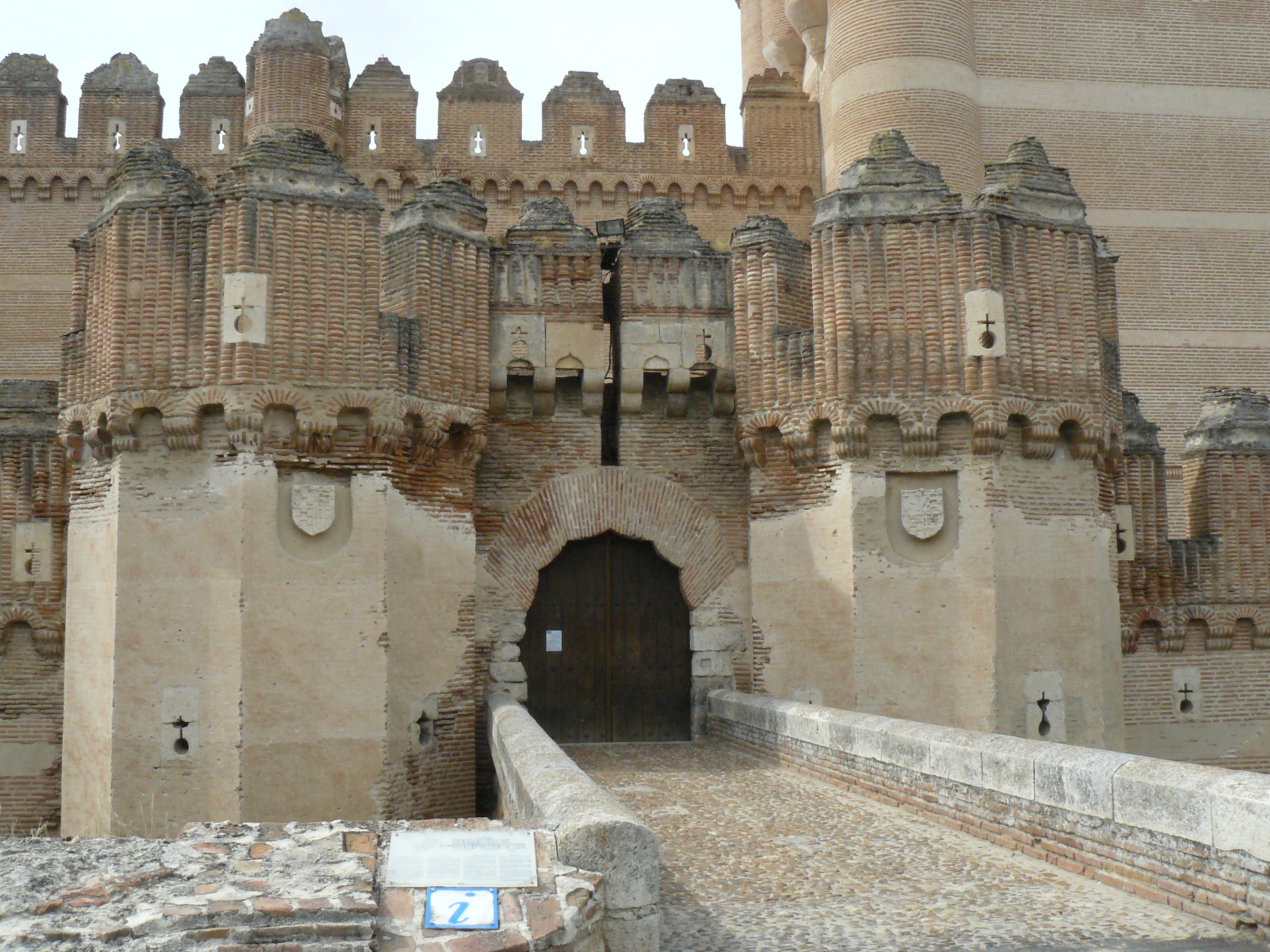
Entrée.

- Église Sainte-Marie-La-Majeure : exemple d'église-halle, construite par Juan Gil de Hontañón.

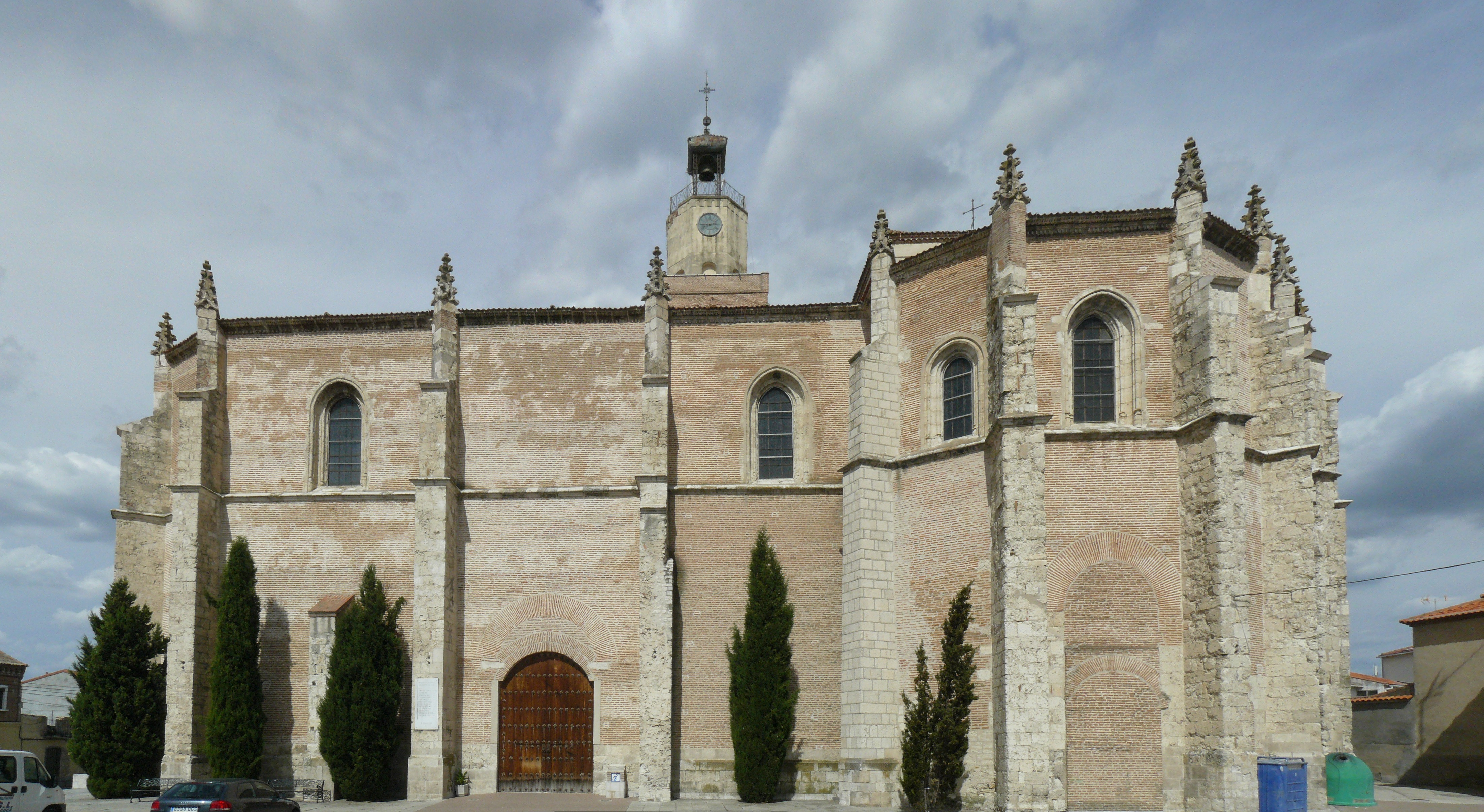
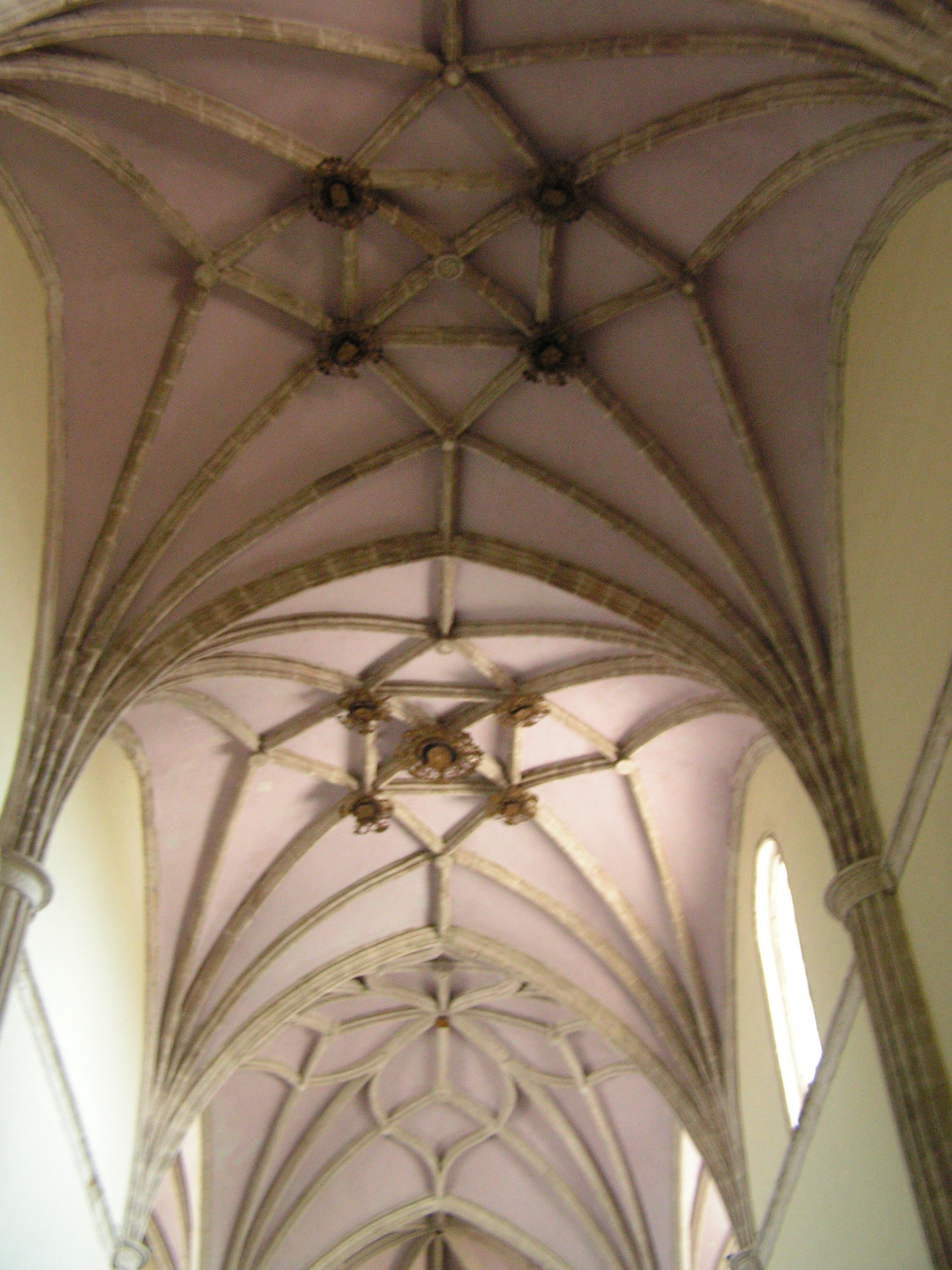
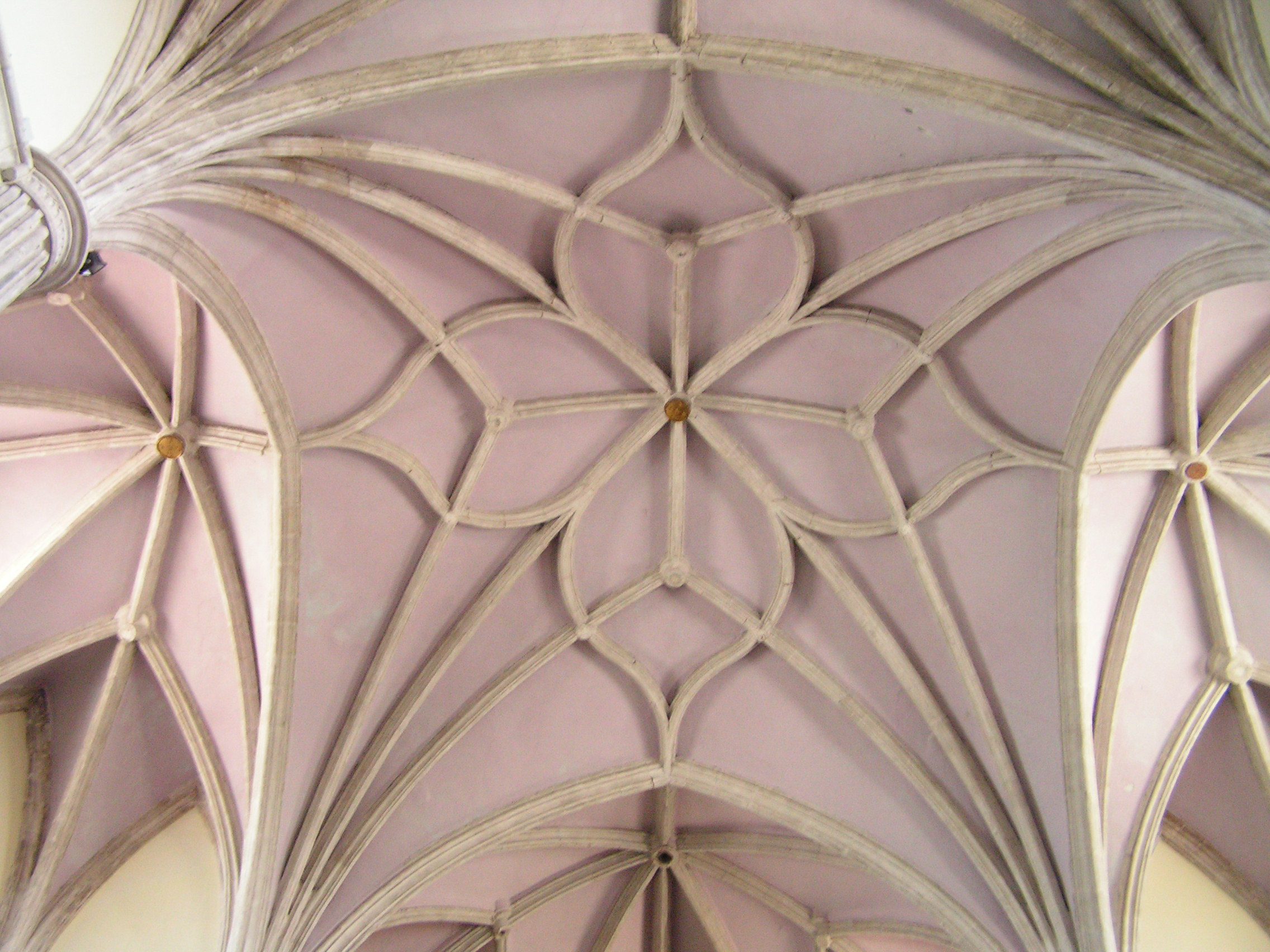

- Muraille de Coca (es)
- Tour de Saint-Nicolas (es)

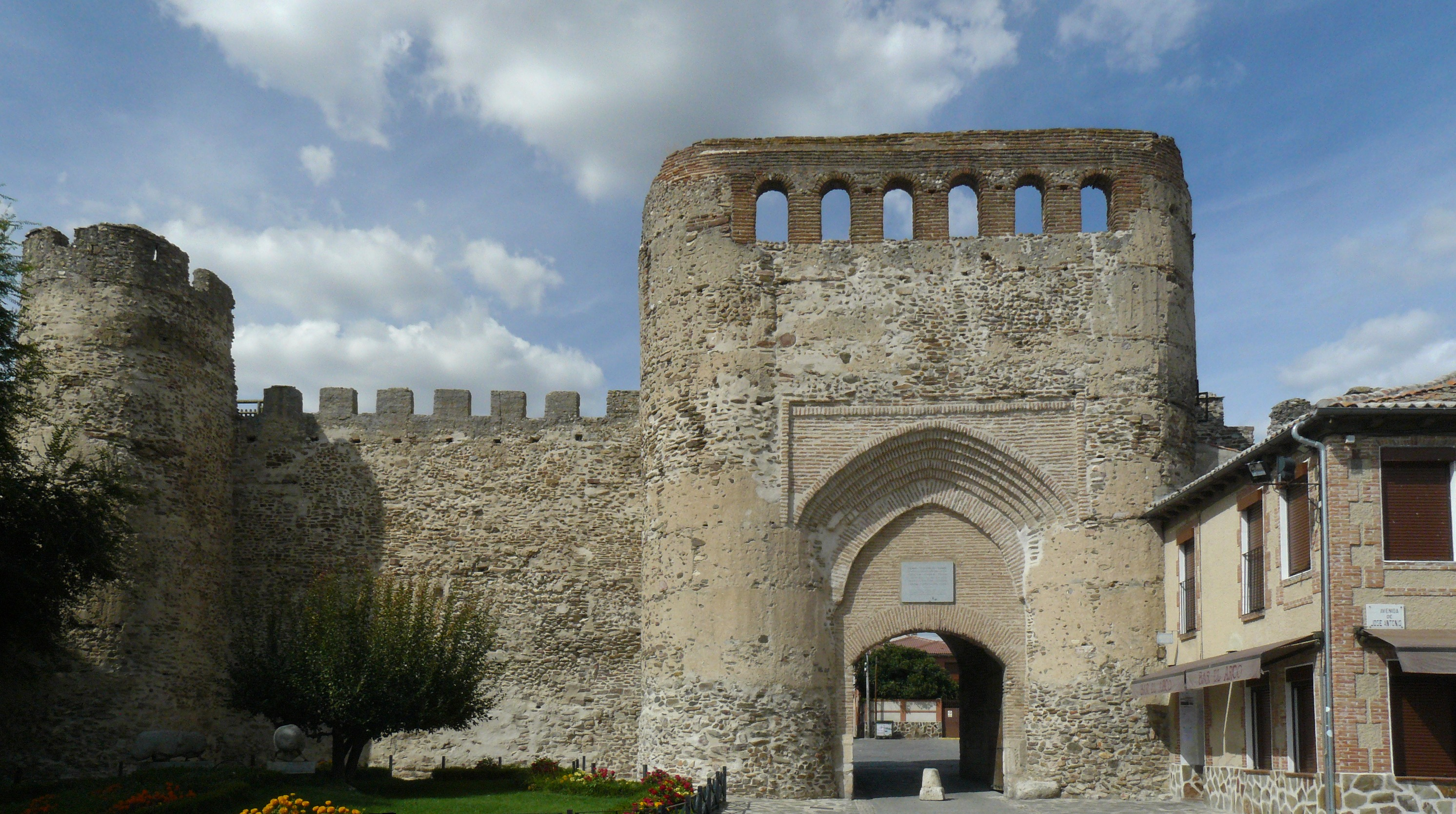
Muraille de Coca.
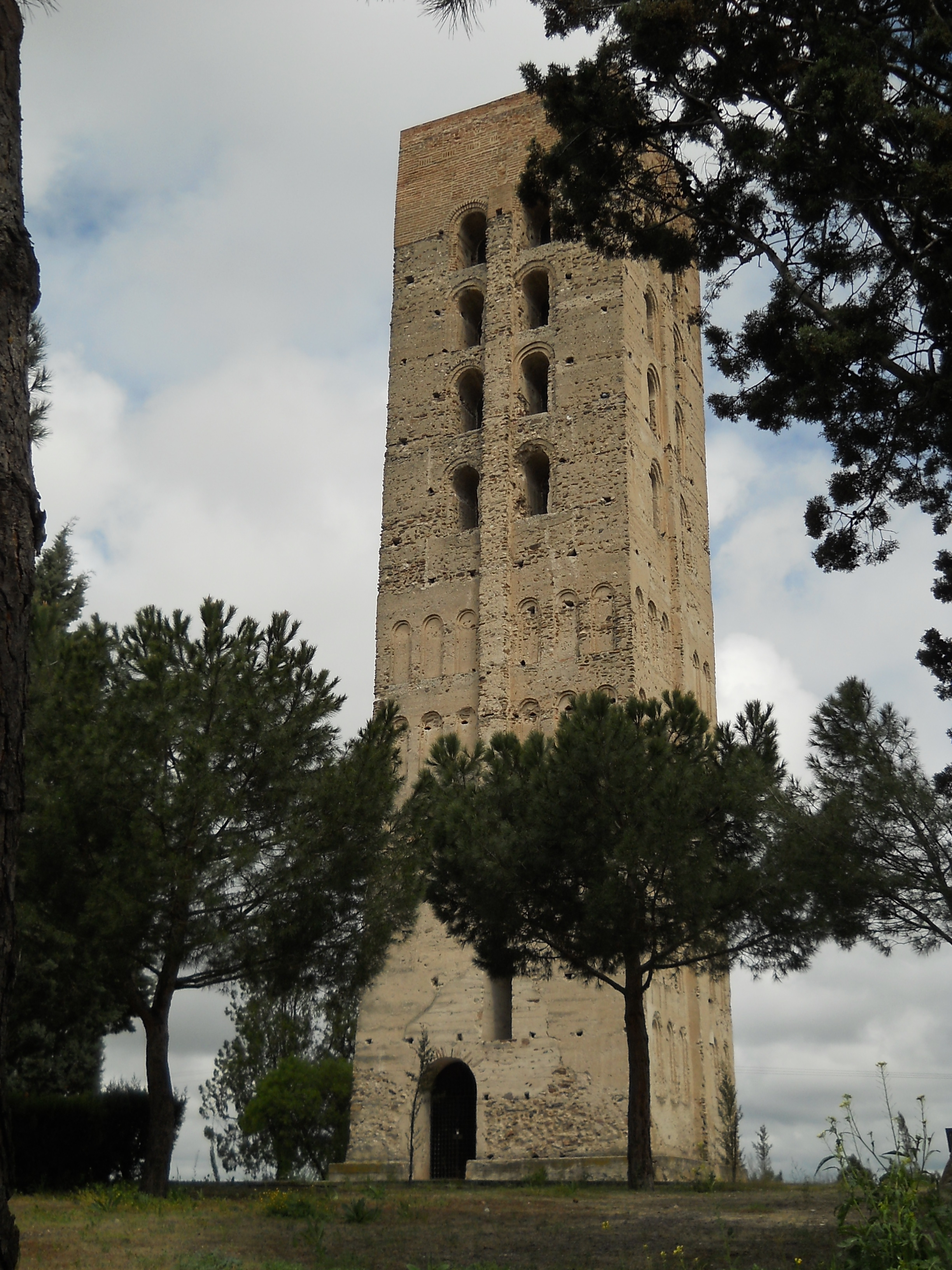
Tour de Coca.